# Amina Rouba
Amina Rouba (sinh ngày 9 tháng 9 năm 1986) là một tay chèo người Algérie. Cô đã tham gia cuộc đua sculls đơn tại Thế vận hội Mùa hè 2012 và đứng thứ 2 trong Chung kết E và thứ 26 chung cuộc. Cô cũng đã tham gia cuộc đua chèo tại Thế vận hội mùa hè 2016 - scull đơn nữ và xếp thứ 3 trong Chung kết D và thứ 21 chung cuộc.